# Себастіан Сетті
Себастіан Андрес Сетті (ісп. Sebastián Andrés Setti; 9 лютого 1984, Казерос, Буенос-Айрес, Аргентина) — аргентинський футболіст, півзахисник грецького «Пантракікоса».

## Біографія
У чотири роки почав займатися футболом у рідному місті Казерос, провінція Буенос-Айрес. У 1993-му потрапив до академії «Архентінос Хуніорс», в якій він тренувався до 19 років. Пізніше він пробився в основний склад команди. Всього за клуб Сетті провів 9 матчів. Так як «Аргентінос Хуніорс» боровся за виживання, тому молодим гравцям не давали часто можливість проявити себе і в сезоні 2006/07 він виступав за Альмагро на правах оренди. У команді він зіграв в 20 матчах і забив 1 гол.
Після того Сетті грав за клуб «Гуарані» з міста Асунсьйон, який виступав у Першому Дивізіоні Парагваю. У команді Себастіан провів близько року і зіграв 33 матчі і забив 2 голи.
Влітку 2008 року Сетті перейшов в бельгійський «Антверпен». Всього за клуб зіграв в 44 матчах і забив 6 м'ячів. Після того впродовж року захищав кольори китайського клубу «Чанчунь Ятай», клуб виступав у Суперлізі. У команді він провів 22 матчі і забив 1 гол.
13 січня 2011 року підписав контракт на два з половиною роки з одеським «Чорноморцем». У команді дебютував 19 березня 2011 року в матчі Першої ліги України проти бурштинського «Енергетика» і в тому сезоні допоміг команді повернутись до Прем'єр-ліги. Проте починаючи з початку 2012 року втратив місце в команді і влітку того ж року контракт було розірвано за обопільною згодою.
В липні 2012 року на правах вільного агента підписав контракт з кіпрським «Аполлоном», проте вже за півроку перебрався до Греції, де виступав за клуби «Астерас», «Аполлон Смірніс» та «Пантракікос».